# 萬彧
萬彧（？—272年），表字與籍貫不詳（一說表字文彬），三國时期吳末帝孫皓寵臣，官至右丞相。

## 生平

### 孫休時期
萬彧早年經歷不詳，在孫休時期曾擔任烏程令。期間與居住於烏程（今浙江省湖州市）的烏程侯孫皓相識，彼此交好。後來，萬彧被提拔為左典軍。
永安七年（264年，魏咸熙元年）七月，孫休托孤於丞相濮陽興後逝世。在孫休死後，濮陽興並未遵從他的意愿立太子孫𩅦為帝。當時吳國內憂外患，大臣們考慮著擁立一位較年長的君主。萬彧便趁機向濮陽興和另一位權臣左將軍張布極力推薦孫皓，稱孫皓英明果斷，有長沙桓王孫策的風範，并且行事遵守法度，成功將兩人說服。後由濮陽興與張布出面，勸朱太后將孫皓迎立為帝。

### 孫晧時期
孫皓即位後，萬彧被任命為散騎中常侍。不久，孫皓開始顯露出驕奢淫逸的一面，當初擁立他的濮陽興、張布私下表露出後悔擁立他的意思。萬彧聽說後，將此事秘密向孫皓告發，結果兩人被處死並滅門。當時與萬彧一同被任命為散騎中常侍擔任這一職務的還有王蕃、樓玄、郭逴。萬彧與樓玄關係較好，但與王蕃關係很差，他認為王蕃覺得他是因為與孫皓有私交才被提拔而輕視自己，便與孫皓的另一位寵臣中書丞陳聲多次向孫皓說王蕃的壞話，孫皓也因王蕃不順從自己而對他早就有所不滿。後來，王蕃因為酒醉失態惹孫皓不滿，被處死。
王蕃死去的同一年，即寶鼎元年（266年，晉泰始二年），孫皓分置左、右丞相，萬彧作為孫皓的親信出任右丞相，以制衡擔任左丞相的老臣陸凱。次年春，萬彧奉命接管原由陸凱鎮守的軍事重鎮巴丘（今湖南省岳陽市）。
寶鼎三年（268年，晉泰始四年），孫皓向晉國開戰，萬彧與左大司馬施績負責荊州方向的攻勢，萬彧負責攻打襄陽（今湖北省襄陽市），後被晉將胡烈擊敗。建衡元年（269年，晉泰始五年）冬十一月，左丞相陸凱病逝。翌年春，萬彧被徵召回朝。其間曾推薦樓玄主持宮禁。
建衡三年（271年，晉泰始七年）正月，孫皓不顧眾人反對，用車載著自己後宮上千人，率大軍從牛渚（今安徽省當塗縣）西進伐晉，結果途中被大雪所阻，士兵們怨聲載道，甚至還出現倒戈的傳言，因此孫皓只好下令還師。孫皓還師前，萬彧與右大司馬丁奉、左將軍留平曾私下商議先自行回去，後被孫皓得知，介於三人都是重臣並沒有馬上處置。當年，丁奉病逝，家屬被孫皓流放。翌年，孫皓試圖用毒酒殺死萬彧，因為傳酒的人私下減少了毒藥的分量，萬彧僥倖未死，但最後還是在苦悶之下自殺，一個多月後，留平也憤懣而終。在萬彧死後，他的家屬被孫皓流放到廬陵（郡治今江西省泰和縣西北）。

## 評價
- 陸凱評曰：“萬彧瑣才凡庸之質，昔從家隸，超步紫闥，于彧已豐，於器已溢。”（《三國志•吳書•潘濬陸凱傳第十六》）

## 藝術形象
- 《三國演義》中，萬彧於第一百二十回登場，為忠臣形象，孫休死後與張布一起勸濮陽興改立孫皓，後因勸諫孙皓被殺。[19]